# 雨にキッスの花束を
「雨にキッスの花束を」（あめにキッスのはなたばを）は、今井美樹の楽曲である。

## 概要
アルバム『retour』の収録曲で、読売テレビ・日本テレビ系アニメ『YAWARA!』2代目オープニングテーマ曲に使用された（同じ時期のエンディングテーマ曲は辛島美登里の『笑顔を探して』）。
最初からこの曲がアニメ主題歌用に作られたのではなく、番組を手掛けた諏訪道彦プロデューサーは、放送が2年目を迎えるにあたり、一番大切なのは主人公・猪熊柔の成長を重ねる事だと思い、そのイメージに合うようなアーティストを探した結果、先述の「retour」を聴いて本曲を選んだという。なお、アニメで使用されたバージョンの詞は1番（の後半）と2番（の前半）からのより抜きである。
今井の「雨にキッスの花束を」はシングルカットされていない。「オレンジの河」「半袖」などとともに、シングルカットされてない今井のアルバム収録曲としてもっとも有名な曲の一つ。
リズム株式会社のからくり時計スモールワールドウェザーDX（4MH698RH08）の正時メロディで採用されている。

## エピソード
- 本楽曲を提供したKANによれば、KANの事務所関係者が以前今井と仕事をしたことがあった縁で、今井をKANのライブに招待したところ、その日がたまたま今井の誕生日[注 1][3]であったことから、本楽曲と「新しい街で」の２曲が入ったデモテープをプレゼントしたことが契機で今井のアルバムに採用されたという[4]。
- KANが病気療養中であった2023年6月3日、京都・上賀茂神社で開催された「葉加瀬太郎音楽祭2023」に今井が参加した際、久しぶりに本楽曲を歌唱した。その際、今井は本楽曲について「シンガーソングライターのKANちゃんが若いときに作ってくれた曲なんですが、ほんとに大好きな曲で・・・。今日は、ほんとに久しぶりに歌います」と語っている[5]。なお、この時の様子は匿名のリスナーによってKANがパーソナリティを務めるラジオ番組に知らされ、KANは「思えばもう33年も前、私が提供させていただいたこの曲をイベントで選曲していただけるなんて、とてもとてもうれしい事実です。」と述べている[6]。

## 収録アルバム
- Retour
- Ivory II

作詞：岩里祐穂、作曲：KAN、編曲：佐藤準

## カバー
- 下川みくに - アルバム『Remember～下川みくに青春アニソンハウスアルバム～』（2006年3月15日発売）に収録。アレンジはSin。
- 中川翔子 - シングル『「ありがとうの笑顔」』（2009年10月14日発売）に収録。アレンジは平田祥一郎。アルバム『しょこたん☆かばー3 〜アニソンは人類をつなぐ〜』（2010年3月10日）に再録。
- 吉岡亜衣加 - 企画アルバム『パレット ～吉岡亜衣加 アニソンカバー～』（2013年1月30日発売）に収録。アレンジは 中村博。
- 15JAM - パチンコ『CR新お天気スタジオ』大当たりラウンド曲。未発売。
- 中島愛 - アルバム『ラブリー・タイム・トラベル』（2019年1月28日発売）に収録。アレンジはラスマス・フェイバー[7]。
- 涼本奈緒 - 配信限定シングルとして2021年7月21日に発売。
- 寧音 - 配信限定シングルとして2022年12月2日に発売。
- 緑仙 - アルバム『ゴチソウサマノススメ』（2024年11月13日）に収録。